# Лёгкий (бриг, 1799)
«Лёгкий» — 8-пушечный бриг Балтийского флота Российской империи. Состоял на службе в конце XVIII — начале XIX века.

## Описание судна
Длина брига составляла 18,3 м, ширина — 4,56 м, осадка — 1,47 м. Судно имело 8 шестифунтовых пушек.

## История службы
Бриг был заложен в Санкт-Петербургском адмиралтействе 3 сентября 1798 году и спущен на воду в 1799-м. Работы велись при участии корабельного мастера Андрея Мелихова.
В 1801—1803 годах «Лёгкий» выступал в качестве брандвахты на Динамюндском рейде в Рижском заливе. В 1804—1807 годах судно находилось в практических плаваниях в Балтийском море и Финском заливе. С 1810 года бриг использовался в качестве таможенной брандвахты в Кронштадте.
Разобран в Кронштадте в 1815 году.